# Grästjärnen (Gustav Adolfs socken, Värmland, 668267-138668)
Grästjärnen är en sjö i Hagfors kommun i Värmland och ingår i Göta älvs huvudavrinningsområde.